# Hyperolius spatzi
Espèce
Hyperolius spatzi est une espèce d'amphibiens de la famille des Hyperoliidae.

## Répartition
Cette espèce se rencontre au Sénégal et en Gambie. Sa présence est incertaine dans le sud de la Mauritanie et en Guinée-Bissau.

## Étymologie
Cette espèce est nommée en l'honneur de Paul W. H. Spatz (1865–1942).

## Publication originale
- Ahl, 1931 : Amphibia, Anura III, Polypedatidae. Das Tierreich, vol. 55, p. 477.